# Jennifer Jackson (Eisschnellläuferin)
Jennifer Simone Jackson (* 30. Januar 1952 in Winnipeg; † 8. August 2015 ebenda) war eine kanadische Eisschnellläuferin.
Jackson nahm von 1968 bis 1972 an nationalen Wettbewerben teil und kam bei der Sprintweltmeisterschaft 1970 in West Allis auf den 25. Platz. In der Saison 1970/71 belegte sie bei der Mehrkampfweltmeisterschaft 1971 in Helsinki den 28. Platz im Mini-Mehrkampf und bei der Sprintweltmeisterschaft 1971 in Inzell den 27. Rang. Letztmals international startete sie bei den Olympischen Winterspielen 1972 in Sapporo, wo sie den 30. Platz über 1500 m errang.

## Persönliche Bestzeiten
| Disziplin | Zeit        | Datum             | Ort       |
| --------- | ----------- | ----------------- | --------- |
| 500 m     | 47,28 s     | 4. Januar 1972    | Innsbruck |
| 1000 m    | 1:37,00 min | 4. Dezember 1971  | Inzell    |
| 1500 m    | 2:31,48 min | 4. Januar 1972    | Innsbruck |
| 3000 m    | 5:27,60 min | 16. Dezember 1971 | Innsbruck |